# لیو هوی

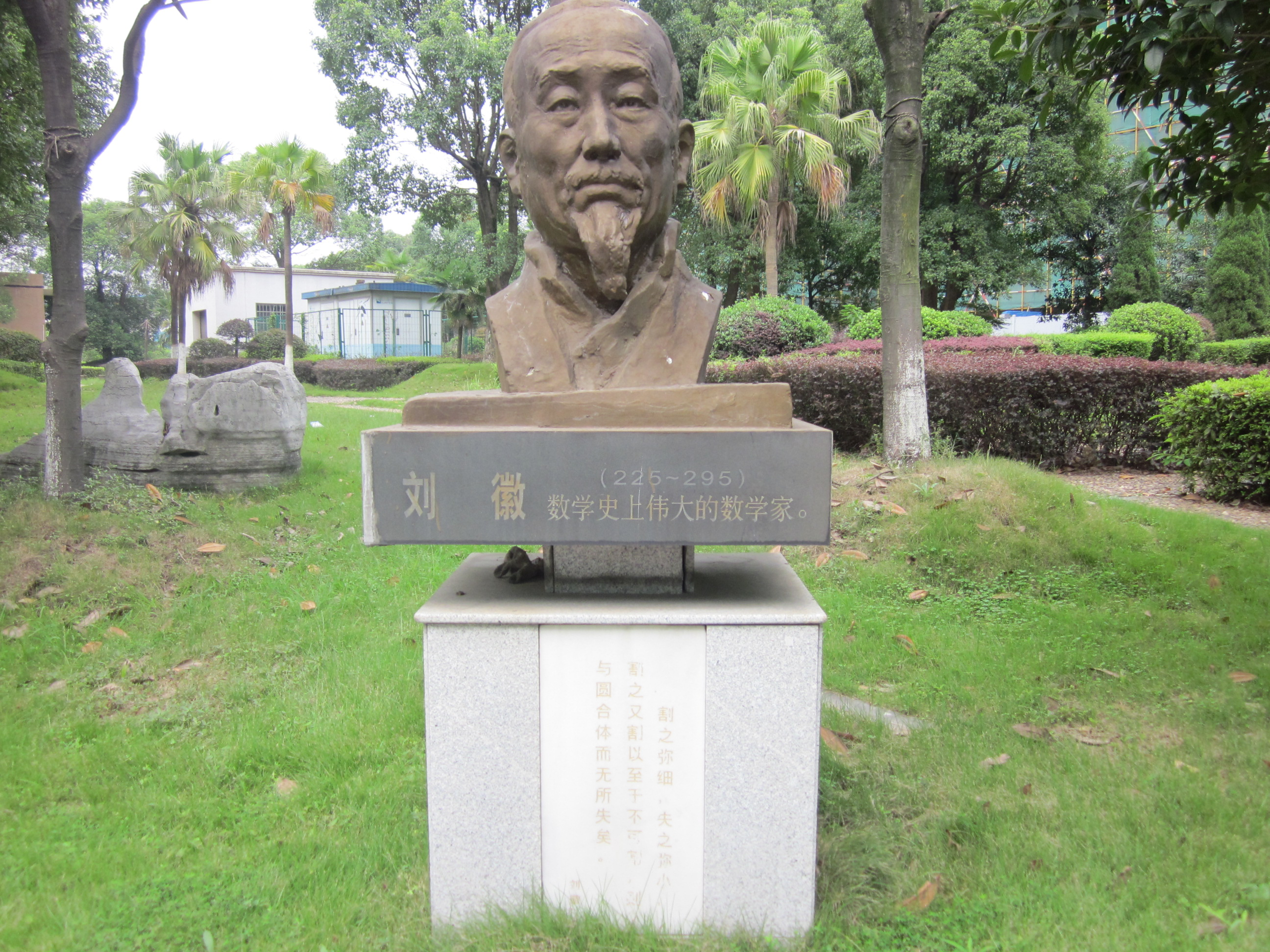
نمایی از سردیس «لیو هوی» در دانشگاه بین‌المللی اقتصاد، شهر چانگشا - ۲۰۱۴

لیو هوی (انگلیسی: Liu Hui، چینی: 劉徽) ریاضیدان اهل چین بود که در دورهٔ سه پادشاهی (۲۲۰ تا ۲۸۰ م.) در کائو وی می‌زیست. او در کتابی، برای مسائل ریاضی که در کتاب مشهور «نُه فصل دربارهٔ هنر ریاضیات» آمده بود، راه حل ارائه کرد. وی احتمالاً نخستین ریاضیدانی بود که اعداد منفی را کشف، درک و استفاده کرد.